# Microrregión de Não-Me-Toque
La microrregión de Não-Me-Toque es una de las microrregiones del estado brasilero de Rio Grande do Sul perteneciente a la mesorregión Noroeste Rio-Grandense. Su población fue estimada en 2008 por el IBGE en 16.325 habitantes y está dividida en siete municipios. Posee un área total de 1.495,347 km².

## Municipios
- Colorado
- Lagoa dos Três Cantos
- Não-Me-Toque
- Selbach
- Tapera
- Tio Hugo
- Victor Graeff

- Datos: Q2057403